# تل شاملو الأسفل
تل شاملو الأسفل موقع أثري عراقي ضمن تلول سهل شهرزور الأثرية ويقع في القسم الشمالي الغربي لقضاء حلبجة في محافظة السليمانية، سمي بالأسفل لتمييزه عن تل أخر، حيث يطلق عليه باللغة الكردية (شاملو خوارو) أي شاملو الأسفل تفريقا له عن تل آخر يقع إلى شماله الشرقي يحمل نفس الاسم. وسيغمر بمياه سد دربندخان الذي تم اقامته على أعالي نهر ديالى عند ملتقاه بنهر التانجرو ونهر سيروان. وسد دربندخان يقع على بعد 60 كيلومترا جنوب غربي مدينة السليمانية، وحوالي 250 كيلو مترا شمال شرقي بغداد. وشهرزور سهل واسع عظيم يقع إلى الجنوب الشرقي من محافظة السليمانية، يجري في قسمه الوسطي والشرقي نهرا التانجرو والزلم وهما من توابع نهر ديالى النابعة من الجبال العراقية.

## التسمية
ان كلمة شاملو بصورة عامة مسمى لطائفة من الأعاجم كانوا قد استخدموا في جيش الشاه إسماعيل الصفوي سنة 1605م، بهيئة ضباط وجنود لمحاربة صارم بن سيف الدين آمير قبيلة مكري التي كانت تقطن شهرزور. فيحتمل التسمية جاءت من رواسب ذلك العهد.

## الاوصاف
بدأ التنقيب في موقع تل شاملو بتاريخ 12 حزيران 1960م، وتل شاملو: هو تل مستطيل الشكل يمتد من الشمال الشرقي إلى الجنوب الغربي، في قسمه الشمالي الغربي واد ضيق، وفي سفحه الشرقي بيوت حديثة البناء، اما قاعدة هذا التل فتكاد تكون دائرية قطرها (160)مترا، وارتفاع قمته عند الشمال (16.38)مترا. سطح التل مستو لا تبدوا فيه ولا في جوانبه حفر أو أخاديد، وبالقرب منه من ناحية الجنوب الشرقي مستوطن صغير مساحته لا تتجاوز (20) مترا مربعا. ان هذا التل كان قد ادرج في قائمة التلول والمواقع الأثرية لدى مديرية الآثار العامة العراقية من قبل سنين. ولا يزال التنقيب مستمرا في تل شاملو باشراف عالمة الآثار الألمانية سيمون مول من جامعة لودفيغ ماكسيميليان في ميونخ ومنذ ان حصلت على درجة الدكتوراه عام 2011م، والتي تحاول من خلال تنقيبها الوصول إلى اجابة عن سؤال هل ان الزراعة كانت تمارس هنا قبل (5000) سنة ام لا؟ .